# Kumilla (Distrikt)
Der Distrikt Kumilla (Bengalisch: কুমিল্লা জেলা, Kumillā jelā; Englisch: Comilla) ist ein Verwaltungsdistrikt in der Division Chittagong in Bangladesch. Die Hauptstadt ist Kumilla. Der Distrikt liegt etwa 100 Kilometer südöstlich der Hauptstadt Dhaka.

## Geografie
Der 3146,30 km² große Distrikt grenzt im Norden an die Distrikte Brahmanbaria und Narayanganj. Der indische Bundesstaat Tripura liegt östlich, im Süden grenzen die Distrikte Noakhali und Feni an und im Westen die beiden Verwaltungsdistrikte Munsiganj und Chandpur.
Die wichtigsten Flüsse sind der Dakatia, der Gumti und der Meghna.

### Natur und Tierwelt
Die Vegetation entspricht der des gesamten Unterlaufs der Ganges mit zahlreichen immergrünen Bäumen. Hinzu kommen Obstbäume, Palmen und Bananenstauden.
Zur Tierwelt gehören Schakale, Füchse, der bengalische Mungo, Zibetkatzen, Eichhörnchen und Fledermäuse. Hinzu kommen zahlreiche Vogelarten, Fische, Reptilien, zahlreiche Schlangenarten und Amphibien.

### Klima
Das Klima ist subtropisch und die Temperaturen schwanken zwischen 12,7 und 34,3 °Celsius. Die durchschnittliche jährliche Regenmenge beträgt 2551 mm. Die durchschnittliche Luftfeuchtigkeit beträgt meist mehr als 70 %. In den Monaten von November bis März fällt wenig Regen. Juni, Juli und August sind die Monate mit dem meisten Regen.
Aufgrund seiner Lage wird das Gebiet immer wieder von Zyklonen, Überschwemmungen und Flutwellen heimgesucht.

## Geschichte
Jahrhundertelang gehörte die Region zum Gupta-Reich. Nach dessen Untergang regierten verschiedene regionale, buddhistische Dynastien. Das letzte buddhistische Reich war Pala. Doch erreichte in der Spätzeit des Pala-Reichs der Hinduismus. Doch bis zur Eroberung durch das Sultanat von Delhi im Jahr 1230 waren sowohl der Buddhismus und der Hinduismus weit verbreitet. Unter den verschiedenen Islamischen Dynastien – nach dem Sultanat von Delhi das Sultanat von Bengalen und das Mogulreich – verschwand der Buddhismus gänzlich. Während seit dem 13. Jahrhundert die Muslime langsam zur Mehrheit wurden, blieben Teile der Bevölkerung dem Hinduismus treu. Das heutige Gebiet des Distrikts war jahrhundelang zwischen dem Sultanat von Bengalen und seinem Nachfolger Mogulreich einerseits und dem Königreich Twipra (englisch Tippera) umkämpft. Von 1733 bis 1765 gehörte es zum Mogulreich und von 1765 bis 1947 zu Britisch-Indien als Teil der Chittagong-Division. Der Distrikt trug bis 1960 den Namen Tippera. Von 1947 bis 1971 war der Distrikt Noakhali Teil von Ost-Pakistan in der Republik Pakistan. Beim Unabhängigkeitskrieg von Ost-Pakistan (heute Bangladesch) wurde das Gebiet am 12. Dezember 1971 von bengalischen Truppen befreit.

## Bevölkerung

### Bevölkerungsentwicklung
Wie überall in Bangladesch wächst die Einwohnerzahl im Distrikt seit Jahrzehnten stark an. Dies verdeutlicht die folgende Tabelle:

### Bedeutende Orte
Einwohnerstärkste Ortschaft innerhalb des Distrikts ist Distriktshauptort Kumilla. Weitere Städte (Towns) sind Barura, Chandina, Chauddagram, Daudkandi, Debidwar, Homna, Laksham, Muradnagar und Nangalkot. Die städtische Bevölkerung macht nur insgesamt 15,60 Prozent der gesamten Bevölkerung aus. Folgende Ortschaften haben mehr als 10000 Einwohner:

## Verwaltung
Der Distrikt Kumilla ist derzeit in 17 sogenannte Upazilas unterteilt: Barura, Brahmanpara, Burichong, Comilla Sadar, Comilla Sadar Dakshin, Chandina, Chauddagram,     Daudkandi, Debidwar, Homna, Laksam, Lalmai, Meghna, Monohorgonj, Muradnagar, Nangalkot und Titas. Innerhalb dieser Verwaltungsunterteilung gibt es zehn selbstverwaltende Städte (municipalities), 185 Union Parishads (Dorfräte) und 3532 Dörfer. Zur Zeit der letzten Volkszählung 2011 gab es erst 16 Upazilas. Der Distrikt Lalmai entstand erst 2017.

## Wirtschaft
Insgesamt gibt es (2011) 4.006.011 Personen, die älter als 10 Jahre alt sind. Von diesen sind 1.337.332 Personen in der Schule, 50.233 Menschen auf Arbeitssuche und 1.385.318 Menschen arbeiten in einem Haushalt. 1.233.128 Personen sind erwerbstätig. Davon arbeiten 570.172 (=41,2 Prozent) Personen in Landwirtschaft und Fischerei, 128.044 in der Industrie und 534.912 Menschen im Bereich Dienstleistungen.
Landwirtschaftliche Haupterzeugnisse sind Kartoffeln, Reis, Zwiebeln, Hülsenfrüchte,  Weizen, Zuckerrohr, verschiedene Gemüse und Gewürze. Als am meisten verbreiteten Obstsorten gelten Papayas, Bananen, Pfirsiche, Jackfrucht, Mangos, Litchis, Kokosnüsse und Limonen.

## Gesundheit
Es gibt ein einziges Krankenhaus und in jedem Unterbezirk ein Gesundheitszentrum. Auf örtlicher Ebene gibt es zudem kleinere Gesundheitszentren und Familienplanungszentren.

## Verkehr
Im ganzen Distrikt gibt es zwar mehrere Bahnlinien. Dennoch wickelt sich der regionale Verkehr meist mit Autorikschas und Kleinbussen und der überregionale Verkehr mit Bussen ab. Wegen der Lage am Meer und zahlreichen Flüssen ist in Teilen des Distrikts zudem der Wassertransport wichtig.

## Sehenswürdigkeiten
Die mittelalterlichen buddhistischen Klöster von Mainamati, in der Nähe von Kotbari sind ein Anziehungspunkt für Interessierte.
Weiterhin ist der Distrikt für seinen Friedhof für Gefallene aus dem Zweiten Weltkrieg bekannt. Kumilla war während der Auseinandersetzungen zwischen Britisch-Indien und Japan, dessen Armee Birma besetzt hielt, ein wichtiger militärischer Standort. Da einige Soldaten der britischen Truppen, die während der Auseinandersetzung mit der kaiserlich-japanischen Armee fielen, auf dem Friedhof begraben wurden, finanziert ihn die britische Regierung auch noch weiterhin.